# Brebrovac
Brebrovac je vesnice v Chorvatsku v Záhřebské župě. Je součástí opčiny města Jastrebarsko, od něhož se nachází 9 km severozápadně. V roce 2011 zde žilo 74 obyvatel.
Sousedními vesnicemi jsou Dol, Petrovina a Slavetić.